# 黃春瀚

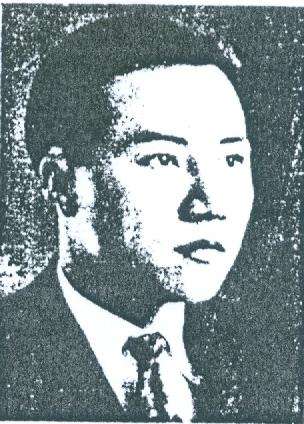
黃春瀚

黃春瀚（越南语：／；1908年3月8日—1996年3月10日），越南數學家、語言學家、歷史學家、文化學家。他編纂了越南最早的中學教育課本。

## 生平
1908年，黃春瀚出生於河靜省羅山縣安湖總安湖社（今河静省德壽縣安湖社）。父親是秀才黃春憶。他自幼學習漢文與國語字。1926年進入河內的Pomelo高中（今河內朱文安高中）學習。1928年，獲得法屬印度支那殖民政府的獎學金，前往法國深造。
1930年，黃春瀚同時通過高等師範學校和巴黎綜合理工學院的入學考試。他選擇在巴黎綜合理工學院學習，其間，他開始編纂《科學名詞》（Danh từ khoa học）一書。1932年，進入國立橋路學校學習。
1934年學成歸國，四個月後再次去法國。在去法國的航船上他開始學習醫學，並認識了阮氏萍，兩年後兩人結婚。阮氏萍後來成為一名藥劑師；而黃春瀚則於1935年取得了學士學位，翌年又取得巴黎大學數學碩士的學位。
1936年歸國，在Pomelo高中教數學。其間完成了《科學名詞》一書。第二次世界大戰爆發之際，Pomelo高中遷往清化省，黃春瀚趁機接觸了阮浹和光中帝的相關史料，又發現了記敘李常傑相關事蹟的碑文。1943年，科學大學在河內成立，黃春瀚教古典力學。
1945年，大日本帝國發動明號作戰，將法國殖民政府勢力從越南驅逐。4月，黃春瀚被保大帝召到順化，徵求關於越南脫離法國獨立、並成立越南帝國的意見。黃春瀚向保大帝推薦歷史學家陳仲金。4月17日，越南帝國成立，陳仲金成為越南首相，黃春瀚則擔任陳仲金內閣的教育美術部長。規定越南的官方語言為越南語，官方文字為國語字。4月20日至6月20日期間，黃春瀚編纂了國語字版的教育課本，向各個學校發佈。
不過，陳仲金內閣僅僅維持了四個月就垮臺了。此後，黃春瀚致力於編寫越南語版本的數學教科書。他也為拯救因戰亂而流落河內街頭小販手中的古籍而做出努力。同年開始研究《金雲翹傳》。
1946年，黃春瀚參加了大叻會議。1951年前往巴黎終身定居。1951年至1954年期間，他在法國國家圖書館、義大利耶穌會圖書館、梵蒂岡宗座圖書館中搜尋越南相關的書籍。
1954年，黃春瀚參加日內瓦會議，希望越南南北雙方達成和解，和平統一。
1992年7月21日，黃春瀚成立甘泉教育文化會，自任主席。該會致力於保護和發展教育和文化。不久發表《金雲翹研究》。
1996年3月10日7時45分，黃春瀚在巴黎奧賽醫院逝世。14日，葬於莱叙利斯的L'Orme des Moineaux墓地。
越南政府認為其歷史學、曆法學著作《李常傑》、《羅山夫子》、《曆與越南曆》非常重要，特別授予他胡志明獎。

## 主要著作
- 《科學名詞》（Danh từ khoa học），1942年
- 《李常傑》（Lý Thường Kiệt），1949年
- 《大叻會議的一些跡象》（Một vài kí vãng về Hội nghị Đà Lạt）
- 《胡春香的情史》（Thiên Tình Sử Hồ Xuân Hương）
- 《越南詩文》（Thi văn Việt Nam）
- 《羅山夫子》（La Sơn Phu Tử）1952年
- 《征婦吟備考》（Chinh Phụ Ngâm Bị Khảo），1953年
- 《金雲翹傳研究》（Nghiên cứu Kiều）

### 譯著
- 黎吾吉撰《大南國史演歌》（Đại Nam Quốc sử Diễn Ca）
- 阮輝琥撰《梅亭夢記》（Mai Đình Mộng ký）
- 阮攸撰《眾生十類文祭》（Văn tế Thập loại Chúng sinh）